# 徐生
徐生（？—？），西汉学者，鲁国人，汉文帝时，作颂为礼官大夫，传之子孙徐延、徐襄。之后为《礼经》作颂的人，都是从徐生开始的。徐氏弟子公户满意、桓生、单次，瑕丘萧奋，都作为为汉礼官大夫。

## 延伸阅读
[在维基数据编辑]
 《史記/卷121》，出自司馬遷《史記》